# Lovegrove Point
Der Lovegrove Point ist eine Landspitze an der Westküste von Signy Island im Archipel der Südlichen Orkneyinseln. Sie markiert die nördliche Begrenzung der Einfahrt zur Express Cove.
Das UK Antarctic Place-Names Committee benannte sie 1991 nach Ian William Lovegrove (* 1945) vom British Antarctic Survey, Leiter der Rothera-Station von 1983 bis 1984 und der Signy-Station von 1984 bis 1989.